# Гёдеке, Арнольд Генрих
Арнольд Генрих Гёдеке (нем. Arnold Heinrich Gaedeke; 1844—1892) — немецкий историк и педагог; доктор наук, профессор; брат немецкого промышленника и банкира Конрада Гёдеке.

## Биография
Арнольд Гёдеке родился 4 ноября 1844 года в городе Кёнигсберге в семье Фридриха Генриха Гёдеке (1811—1895). Изучал историю и историю искусств в университетах Кенигсберга, Берлина, Гейдельберга и Гёттингена, а в 1867 году получил докторскую степень в Гейдельбергском университете. 

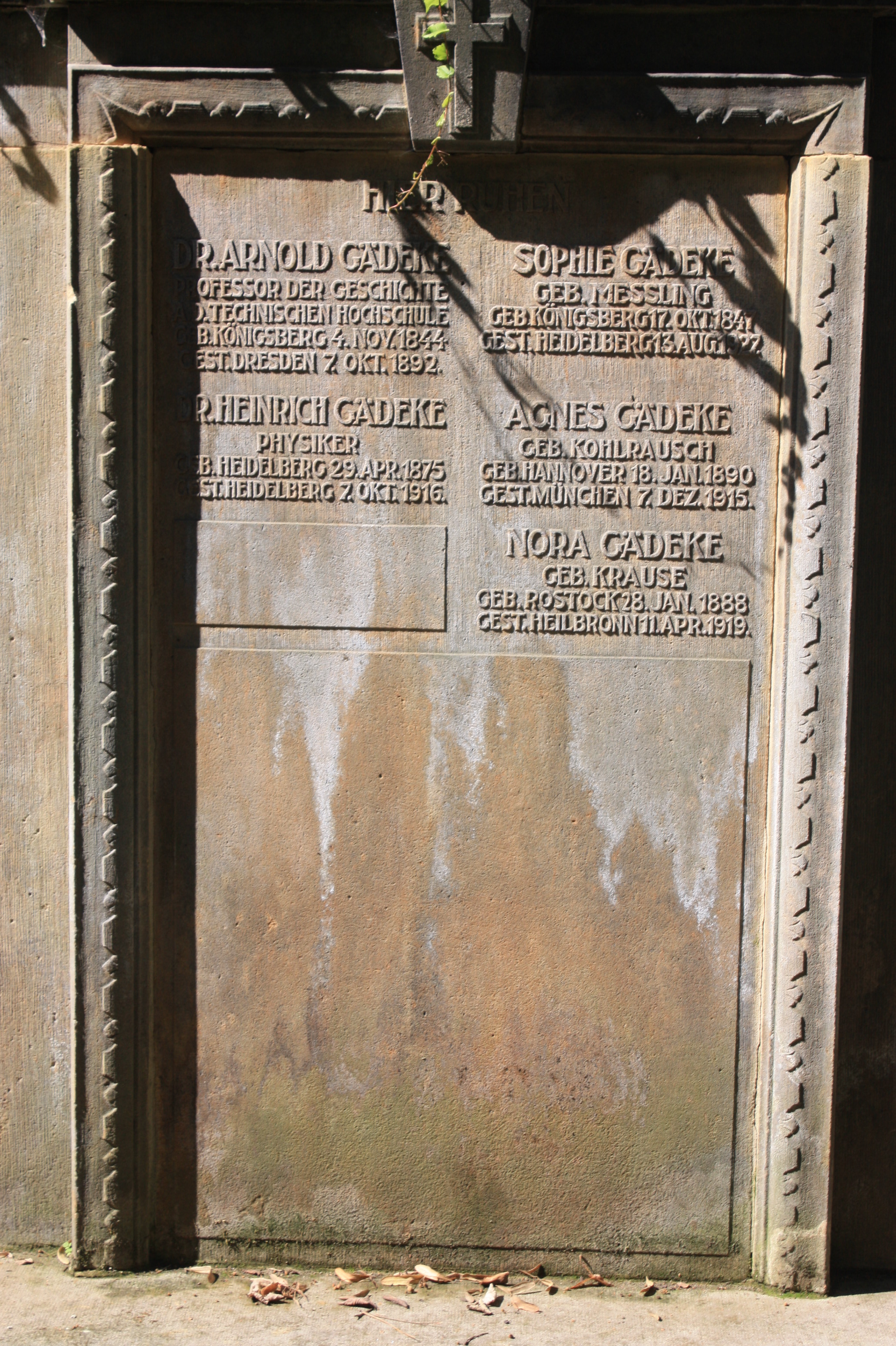
Могила Гедеке

Получив необходимое образование Гёдеке преподавал историю в качестве частного лектора. 
Во время Франко-прусской войны Арнольд Генрих Гёдеке сражался в составе 7-го Рейнского уланского полка.
В 1874 году он стал адъюнкт-профессором истории в Гейдельберге, затем занял должность профессора истории в Дрезденском политехническом институте (позднее Дрезденский технический университет), где преподавал с 1882 по 1892 год. 
Среди его научных работ наиболее известны следующие: «Die Politik Oesterreichs in der spanischen Erbfolgefrage» (Лейпциг, 1877); «Maria Stuart» (Гейдельберг, 1876); «Wallensteins Verhandlungen mit den Schweden und Sachsen 1631—1634» (Франкфурт, 1885).
Арнольд Генрих Гёдеке скончался 7 октября 1892 года в Дрездене, где и был похоронен на кладбище Святого Иоганна.